# Medan vi ännu lever
Medan vi ännu lever är en svensk dokumentärfilm från 1984 i regi av Anders Lönnbro. Filmen skildrar klassamhällets och rasismens USA och innehåller intervjuer med bland andra Pete Seeger.
Filmen mottogs av negativ kritik.

### Fotnoter
1. 1 2  ”Medan vi ännu lever”. Svensk Filmdatabas. http://sfi.se/sv/svensk-filmdatabas/Item/?itemid=14560&type=MOVIE&iv=Basic&ref=/templates/SwedishFilmSearchResult.aspx?id%3d1225%26epslanguage%3dsv%26searchword%3dmedan+vi+%C3%A4nnu+lever%26type%3dMovieTitle%26match%3dBegin%26page%3d1%26prom%3dFalse. Läst 17 maj 2013.